# 吳之榮
吳之榮（?—1665年），祖籍江西撫州，清初人物，旗下人。

## 生平
自順治七年（1650年）任歸安縣（今属湖州南潯區）知縣，因貪贓被革職查辦。順治十六年，告發莊廷鑨私刻「明史」案，康熙二年（1663年），獲得朱佑明與莊廷鑨大量家產。全祖望《鮚崎亭集外編》、陸莘行《老父雲遊始末》、《范氏記私史事》都說吳之榮最後因疾慘死，但这些记载未必可信。
当时他蹲了六年的监牢，到顺治十六年（1659）皇帝大赦天下，被赦出狱，但必须追缴赃款。
吴之荣出狱后情况不佳，不仅丢了官职，被追缴的八万两银子就够他招架。当时的刑厅书办施鲸伯，在吴之荣任归安知县时任粮书，为吴所宠信。施鲸伯为感谢吴之荣的知遇之恩，就以百姓名义，声称愿意为吴之荣捐输，说只要吴赴湖州，赃款即可还清。清初，朝廷规定，遇有国家庆典、筹集军饷、皇帝巡幸、工程建设等浩繁开支，准许巨商富民捐款报效。其实是政府为了增加财政收入而采取的勒索苛派手段。湖州府推官李焕为施鲸伯大言欺骗，笃信不疑，就向督抚申请允准吴之荣赴湖州。督抚也贪银两，默然放行。
吴之荣在湖州三年，诈得赃款数十万，却依旧不知足，正寻机会大捞一把。想睡觉就有人送来枕头，此时见李廷枢携《明史》过来探访，凭着他旗下出身的背景，深知满人忌讳。
于是吴之荣谋以此为功，告上杭州将军松魁处，牵及其幕客程维藩、巡抚朱昌祚、督学胡尚衡，并归安、乌程两学官等，于是庄氏重赂众人，并删改原书有关的问题字句，重新刊行。吴之荣此计不成，即另购得初版告上京师，事闻于鳌拜，遂而案发。
明史案审结后，吴之荣得到庄家与朱家家产各一半，起用为右佥都御史，后来死于寒热。《私史记事》云：「康熙四年七月，吴之荣归自闽中，行至半山，狂风骤起，雷电交加，之荣随成疟疾，寒热夹攻，两日而死，人皆称为天雷击死之。」